# 山本条太郎
山本 条太郎（やまもと じょうたろう、1867年11月6日（慶応3年10月11日） - 1936年（昭和11年）3月25日）は日本の実業家・政治家。三井物産の経営に携わったのち代議士となり、南満洲鉄道（満鉄）社長として満洲開発に尽力した。

## 経歴
越前国福井城下、現在の福井県福井市に、福井藩士・山本条悦の長男として生まれる。出生数日後に王政復古の大号令があり、廃藩となったため明治5年に一家で上京し、松平家の邸宅の一隅に住む。このとき同藩の岡倉覚三（天心）一家と知り合い、松平康荘の遊び相手として松平家にも出入りして育つ。9歳で母を亡くし、父親が再婚するまでの一時期、母の姉宏夫婦のもとで暮らす。明治13年に礫川小学校を卒業後、大学予備門を目指す進学予備校の共立学校や、杉浦重剛の私塾にも通う。
病気のため共立学校を中退後、叔父吉田健三の紹介で明治14年に三井物産横浜支店に奉職。すぐに頭角を現し本店へ栄転するが、道楽と相場を覚えて三井の商船「頼朝丸」乗務に一年余り左遷される。1891（明治24）年上海支店に赴任、1901（明治34）年上海支店長に就任。帰国した翌年の1909年（明治42年）、常務取締役。1914年（大正3年）、シーメンス事件に連座して退社、裁判で一審懲役1年6か月の実刑、二審で1年6か月執行猶予4年の判決を受け、勲六等を褫奪された。その後は事業家として再出発し、多くの会社の社長・役員を務める。
1920年（大正9年）の第14回衆議院議員総選挙で、福井県第1区に立憲政友会から立候補して当選、以後4選される（第16回衆議院議員総選挙以降は福井県全県区。また、最後の選挙となった第18回衆議院議員総選挙は無投票当選だった）。政友会では幹事長などを歴任し、山崎猛ら10名前後の傘下議員を抱えていた。
1927年（昭和2年）から1929年（昭和4年）まで南満洲鉄道株式会社社長（就任当時は理事会が廃止されて、満鉄トップの役職は「社長」となっていた。1929年6月20日付で総裁に再変更）。大胆な改革を行い「満鉄中興の祖」とも言われたが、張作霖爆殺事件を機に後ろ盾であった田中義一内閣が瓦解し辞任する。茶人としても知られる。1935年（昭和10年）12月3日、貴族院勅選議員に任じられ、交友倶楽部に所属し死去するまで在任した。
1936年（昭和11年）3月25日死去、68歳。多磨霊園(11-1-1-3)に眠る。

## 家族
- 父・山本条悦 - 福井藩の下級武士（小坊主三人扶持）[4]。廃藩後は上京し、家職として松平家に仕える[4]。
- 母・みつ - 福井藩士渡辺謙七の娘。条太郎9歳のとき、28歳で夭折。謙七（条太郎の祖父）は藩の勘定方として活躍していたが、冤罪により加賀国の牛首（現石川県白山市白峰）へ僻地送りとなった[4]。みつの母親きみ（条太郎の祖母）は豪商三好嘉右衛門の娘で、弟の松太郎（条太郎の大伯父）は長崎の福井藩物産店「福井屋」を任されるほど商才に長け、生糸の輸出を取り仕切った[4]。
- 叔父・宏仏海 - 母の姉その子の夫。元僧侶で、大内青巒らとともに大日本印刷の前身・秀英舎を創業し、仏教書出版の明教社、明教保険会社の社長を務めた[4][9]。
- 伯父・吉田健三 - 母の弟。欧米遊学後、武器・軍艦・生糸などの売買で莫大な財を成した豪商[10]。妻の士子（ことこ）は佐藤一斎の孫、養子に吉田茂[10]。
- 妻・ミサヲ - 金港堂創業者の原亮三郎の娘[11]。兄の原亮一郎は東京書籍初代会長、金港堂社長のほか、帝国印刷、日本製紙などの重役を務めたが教科書疑獄事件で検挙された[12]。

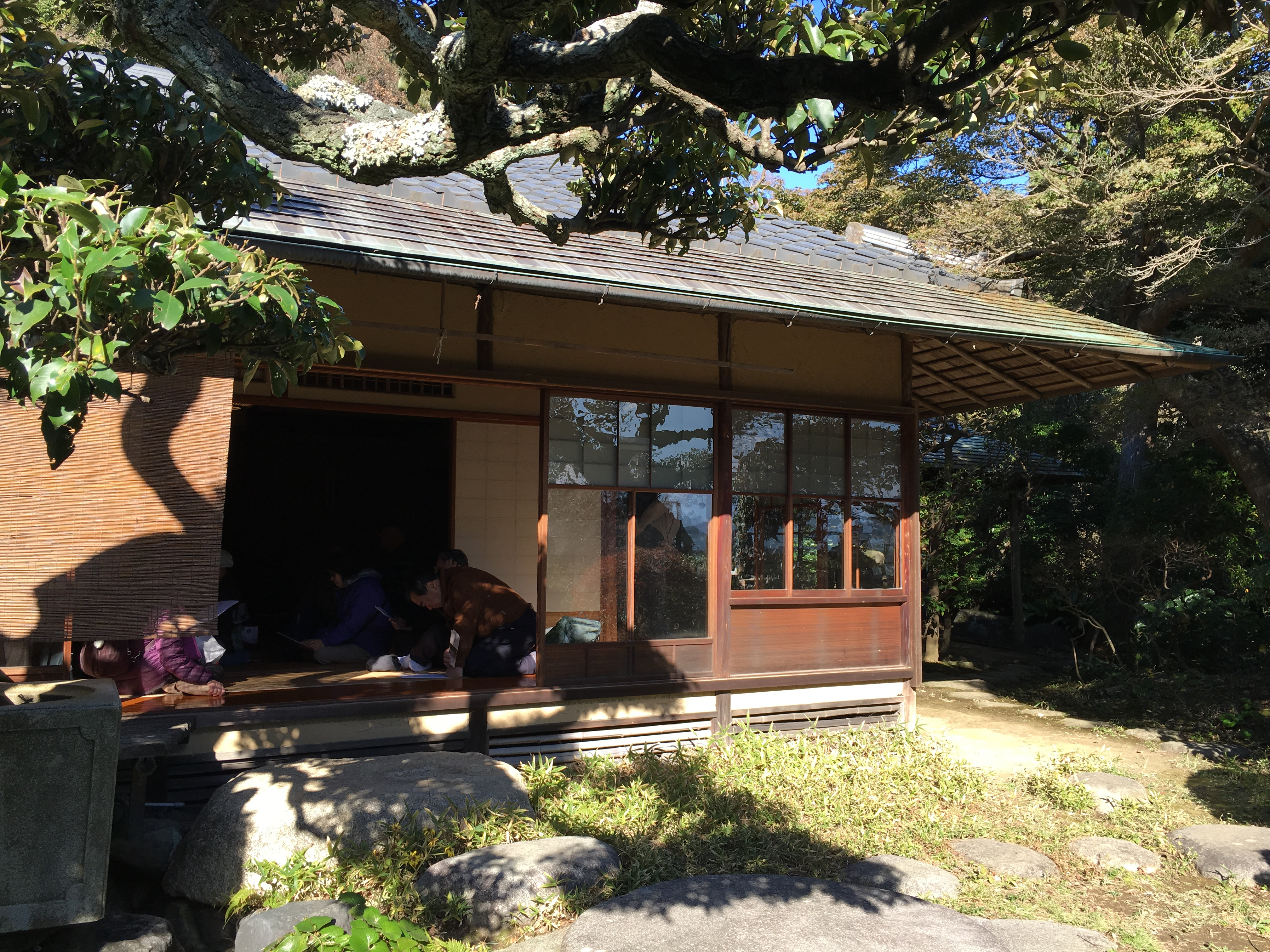
鎌倉市長谷にある旧山本条太郎別荘。現在は神霊教鎌倉錬成場霊源閣。国の登録有形文化財。
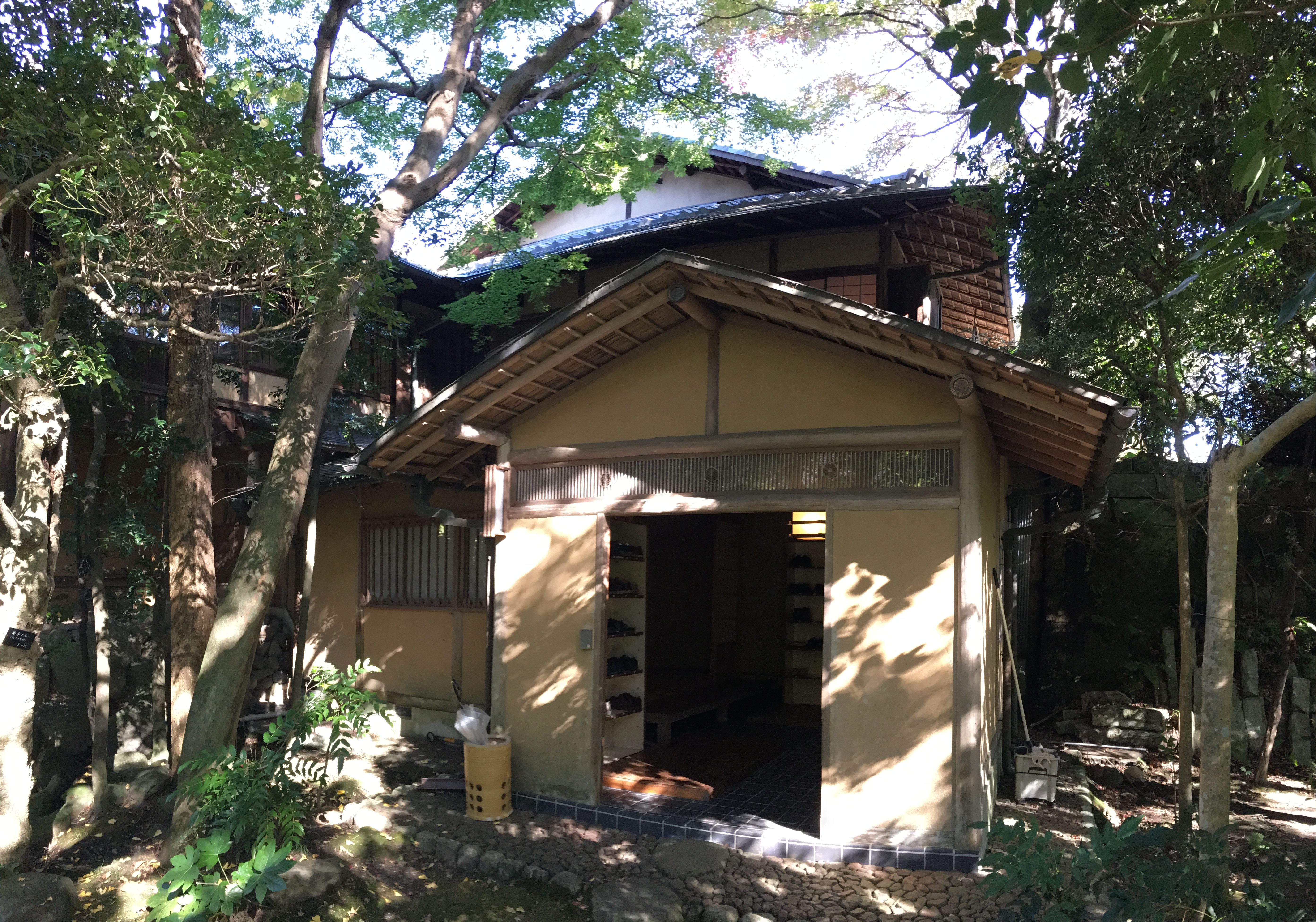
同左